# Claude Ferran
Pour les articles homonymes, voir Ferran (homonymie).
Claude Ferran est un animateur de radio et dessinateur de presse français né le 8 mai 1948 à Mazamet (Tarn).
En 1965, à 17 ans, ses premiers dessins humoristiques paraissent dans la presse locale et nationale.
Après le baccalauréat, il étudie à l'École supérieure des beaux-arts de Toulouse. Il est alors interviewé par Radio Andorre sur ses dessins et découvre ainsi le monde de la radio.

## Années 1970-1980
À cette époque, les dessins humoristiques de claude Ferran paraissent dans des journaux tels que Sud Ouest, Midi libre, La Dépêche du Midi, Ouest-France, Le Dauphiné Libéré ou Le Pèlerin. L'agence belge Ali distribue ses dessins en France et en Europe (en Allemagne, pour La Semaine de Baden, et au Royaume-Uni, pour Hillingdon Mirror).
Parallèlement, Claude Ferran est à l'antenne sur Radio Andorre. Il y reçoit les grands noms de la variété, de Claude François à Eddy Mitchell en passant par Enrico Macias. Il devient ensuite animateur sur le terrain du Magazine des Pays d'Oc de la radio, avec entre autres Lionel Cassan.

## Années 1990
Claude Ferran, entré à RMC en 1988, est animateur sur le terrain et fait chaque jour découvrir une ville. Il intervient aussi dans de nombreuses émissions de la radio, comme Couleur Soleil, aux côtés de Laurent Cabrol, ou Destination Bonheur, avec Patrick Roy. De 1992 à 1996, il devient responsable des opérations extérieures de la radio pour les régions Midi-Pyrénées et Languedoc-Roussillon.

## Années 2000
Claude Ferran devient animateur de L'Ambassadeur sur Sud Radio et fait découvrir à travers des énigmes un coin de France tous les matins. Il est également l'un des sociétaires de L'Académie des Grandes Gueules l'après-midi.
Il se rend aussi tous les étés dans des stations du littoral pour France Bleu Hérault, dans le cadre de l'émission Saveurs de l'été.
En 2008, il entre à l'antenne de 100 % Radio, basée à Mazamet. Il y présente des opérations promotionnelles sur le terrain et des émissions-jeux dans le programme des matinales : La ville cachée puis Qui suis-je ?.

## Télévision
Claude Ferran a participé au film Si Radio Andorre m'était contée, réalisé par Jean Périssé et diffusé sur France 3 Sud le 18 février 2006. Il y raconte ses aventures à Radio Andorre et Sud Radio.

## Dessins -Almanach Vermot
Claude Ferran devient dessinateur pour l'Almanach Vermot à partir de 2001.